# Tylko strzelaj
Tylko strzelaj (ang. Shoot 'Em Up) – amerykański film akcji z roku 2007.

## Treść
Film ten opowiada o tajemniczym panu Smicie, który przez pomoc ciężarnej kobiecie wplątuje się w dziwną sprawę.

## Obsada
- Clive Owen jako pan Smith
- Monica Bellucci jako Donna Quintano
- Paul Giamatti jako Hertz
- Stephen McHattie jako Hammerson
- Greg Bryk jako samotny mężczyzna
- Daniel Pilon jako senator Rutledge